# 임두빈
임두빈(1933년 9월 7일~)은 대한민국의 법조인, 정치인이다. 제12대 국회의원을 지냈다.

## 역대 선거 결과
|  | 35.25% |

|  | 15.18% |